# Saint George (Dominica)
Saint George é uma paróquia de Dominica.
O rio Roseau percorre todo o seu trajeto dentro da paróquia de Saint George. Ele nasce na região montanhosa do interior da ilha, corta a cidade de Roseau, capital do país, e deságua na costa oeste, no Mar do Caribe.

## Principais cidades
- Laudat
- Roseau - capital do país